# Pycnarmon sexpunctalis
Pycnarmon sexpunctalis is een vlinder van de familie van de grasmotten (Crambidae). De wetenschappelijke naam van deze soort is voor het eerst voorgesteld als Entephria sexpunctalis door George Francis Hampson in een publicatie uit 1912.

## Verspreiding
De soort komt voor in Gambia, Mali, Sierra Leone, Liberia, Nigeria en Congo-Kinshasa.

## Waardplanten
De rups leeft op soorten van de maagdenpalmfamilie (Apocynaceae), waaronder Funtumia elastica en Strophanthus.